# Списък с бестселърите в САЩ 1990-1999
Списък с бестселърите в САЩ според „Publishers Weekly“ в периода 1990, до 1999 година.

## 1990
1. Завръщането от Джийн Оел
2. Четири след полунощ от Стивън Кинг
3. The Burden of Proof от Скот Търоу
4. Спомени от полунощ от Сидни Шелдън
5. Message from Nam от Даниел Стийл
6. Ултимаумът на Борн от Робърт Лъдлъм
7. The Stand от Стивън Кинг
8. Лейди Бос от Джаки Колинс
9. The Witching Hour от Ан Райс
10. September от Роузамънд Пилчър

## 1991
1. Скарлет от Александра Рипли
2. Всички страхове от Том Кланси
3. Неизживени спомени от Стивън Кинг
4. Няма по-голяма любов от Даниел Стийл
5. Ударите на сърцето от Даниел Стийл
6. The Doomsday Conspiracy от Сидни Шелдън
7. Фирмата от Джон Гришам
8. Нощ над водата от Кен Фолет
9. Remember от Барбара Тейлър Брадфорд
10. Love Music, Loves to Dance от Мери Хигинс Кларк

## 1992
1. Долорес от Стивън Кинг
2. Версия Пеликан (роман) от Джон Гришам
3. Gerald's Game от Стивън Кинг
4. Mixed Blessings от Даниел Стийл
5. Jewels от Даниел Стийл
6. Звездите над нас от Сидни Шелдън
7. The Tale of the Body Thief от Ан Райс
8. Mexico от James A. Michener
9. Waiting to Exhale от Тери Макмилан
10. All Around the Town от Мери Хигинс Кларк

## 1993
1. Мостовете на Медисън от Робърт Джеймс Уолър
2. Клиентът от Джон Гришам
3. Бавен валс в Сидар Бенд от Робърт Джеймс Уолър
4. Без пощада от Том Кланси
5. Nightmares and Dreamscapes от Стивън Кинг
6. Vanished от Даниел Стийл
7. Lasher от Ан Райс
8. Pleading Guilty от Скот Търоу
9. Като гореща вода за шоколад от Лаура Ескивел
10. The Scorpio Illusion от Робърт Лъдлъм

## 1994
1. Камерата (роман) от Джон Гришам
2. Debt of Honor от Том Кланси
3. Селестинското пророчество от Джеймс Редфилд
4. The Gift от Даниел Стийл
5. Безсъние от Стивън Кинг
6. Politically Correct Bedtime Stories от James Finn Garner
7. Wings от Даниел Стийл
8. Accident от Даниел Стийл
9. Мостовете на Медисън (роман) от Робърт Джеймс Уолър
10. Разкриване от Майкъл Крайтън

## 1995
1. Ударът от Джон Гришам
2. Изгубеният свят: Юрски парк от Майкъл Крайтън
3. Пет дни в Париж от Даниел Стийл
4. The Christmas Box от Richard Paul Evans
5. Lightning от Даниел Стийл
6. Селестинското пророчество от Джеймс Редфилд
7. Роуз Мадър от Стивън Кинг
8. Тиха нощ от Мери Хигинс Кларк
9. Politically Correct Holiday Stories от James Finn Garner
10. The Horse Whisperer от Nicholas Evans

## 1996
1. Присъдата от Джон Гришам (по който е създаден филмът Присъда за продан)
2. Executive Orders от Том Кланси
3. Град Отчаяние от Стивън Кинг
4. Airframe от Майкъл Крайтън
5. The Regulators от Ричард Бакман (Стивън Кинг)
6. Malice от Даниел Стийл
7. Тиха чест от Даниел Стийл
8. Първични цветове от Джо Клайн (издадена на български като роман от анонимен автор)
9. Проклетата кауза от Патриша Корнуел
10. Десетото откровение от Джеймс Редфилд

## 1997
1. Партньори от Джон Гришам
2. Студена планина (роман) от Чарлз Фрейзър
3. The Ghost от Даниел Стийл
4. The Ranch от Даниел Стийл
5. Special Delivery от Даниел Стийл
6. Unnatural Exposure от Патриша Корнуел
7. The Best Laid Plans от Сидни Шелдън
8. Pretend You Don't See Her от Мери Хигинс Кларк
9. Котка и мишка от Джеймс Патерсън
10. Hornet's Nest от Патриша Корнуел

## 1998
1. Адвокат на улицата от Джон Гришам
2. Rainbow Six от Том Кланси
3. Торба с кости от Стивън Кинг
4. A Man in Full от Tom Wolfe
5. Mirror Image от Даниел Стийл
6. Дългият път към дома от Даниел Стийл
7. The Klone and I от Даниел Стийл
8. Point of Origin от Патриша Корнуел
9. Paradise от Тони Морисън
10. All Through the Night от Мери Хигинс Кларк

## 1999
1. Завещанието от Джон Гришам
2. Ханибал от Томас Харис
3. Атентаторите от Джери Дженкинс и Тим Лахей
4. Междузвездни войни: Епизод 1, Невидима заплаха (роман) от Тери Брукс
5. Фатален срок от Майкъл Крайтън
6. Сърца в Атлантида от Стивън Кинг
7. Аполион от Джери Дженкинс и Тим Лахей
8. Момичето, което обичаше Том Гордън от Стивън Кинг
9. Неустоима сила от Даниел Стийл
10. Тара роуд от Мейв Бинчи